# 正陽県
正陽県（せいよう-けん）は中華人民共和国河南省の駐馬店市に位置する県。

## 行政区画
- 街道:真陽街道、清源街道
- 鎮:寒凍鎮、汝南埠鎮、銅鐘鎮、陡溝鎮、熊寨鎮、大林鎮、永興鎮、袁寨鎮
- 郷:慎水郷、傅寨郷、新阮店郷、油坊店郷、雷寨郷、王勿橋郷、呂河郷、皮店郷、彭橋郷、蘭青郷